# Blerton Šeji
Blerton Šeji (in macedone Блертон Шеји?; grafia albanese Blerton Sheji; Ohrid, 21 ottobre 2000) è un calciatore macedone con cittadinanza albanese, difensore del Drita.

## Carriera

### Club
Il 1º luglio 2021 viene acquistato a titolo definitivo per 70.000 mila euro dalla squadra macedone dello Shkupi.

### Nazionale
Ha giocato sia nella nazionale Under-21 albanese che in quella macedone.

## Statistiche

### Presenze e reti nei club
Statistiche aggiornate al 18 agosto 2022.
| Stagione        | Squadra         | Campionato      | Campionato | Campionato | Coppe nazionali | Coppe nazionali | Coppe nazionali | Coppe continentali | Coppe continentali | Coppe continentali | Altre coppe | Altre coppe | Altre coppe | Totale | Totale |
| Stagione        | Squadra         | Comp            | Pres       | Reti       | Comp            | Pres            | Reti            | Comp               | Pres               | Reti               | Comp        | Pres        | Reti        | Pres   | Reti   |
| --------------- | --------------- | --------------- | ---------- | ---------- | --------------- | --------------- | --------------- | ------------------ | ------------------ | ------------------ | ----------- | ----------- | ----------- | ------ | ------ |
| 2019-2020       | Struga          | PL              | 13         | 0          | CM              | 2               | 0               | -                  | -                  | -                  | -           | -           | -           | 15     | 0      |
| 2020-2021       | Struga          | PL              | 32         | 0          | CM              | 1               | 0               | -                  | -                  | -                  | -           | -           | -           | 33     | 0      |
| Totale Struga   | Totale Struga   | Totale Struga   | 45         | 0          |                 | 3               | 0               |                    | -                  | -                  |             | -           | -           | 48     | 0      |
| 2021-2022       | Shkupi          | PL              | 30         | 0          | CM              | 1               | 0               | UECL               | 3                  | 0                  | -           | -           | -           | 34     | 0      |
| 2022-2023       | Shkupi          | PL              | 0          | 0          | CM              | 0               | 0               | UCL+UEL+UECL       | 4+1+1              | 0                  | -           | -           | -           | 6      | 0      |
| Totale Shkupi   | Totale Shkupi   | Totale Shkupi   | 30         | 0          |                 | 1               | 0               |                    | 9                  | 0                  |             | -           | -           | 40     | 0      |
| Totale carriera | Totale carriera | Totale carriera | 75         | 0          |                 | 4               | 0               |                    | 9                  | 0                  |             | -           | -           | 88     | 0      |